# لیام ردی
لیام ردی (به انگلیسی: Liam Reddy) متولد ۶ آگوست ۱۹۸۱ (سیدنی، استرالیا) یک بازیکن فوتبال می‌باشد که در پست دروازه بان عضو تیم باشگاه فوتبال استقلال تهران و در لیگ برتر فوتبال ایران بازی می‌کرد.
او برای باشگاه فوتبال نیوکاسل یونایتد جتس در افتتاح فصل ای-لیگ بازی کرده‌است و سابقه بازی در تیم‌های اف‌سی سیدنی، ولینگتون فونیکس، را داشته است.

## زندگی شخصی
خانواده او یک خانواده موفق در زمینه ورزش است و پدر و برادر او در رشته راگبی در تیم‌های استرالیایی فعال بوده‌اند.